# Newtonia aubrevillei
Newtonia aubrevillei är en ärtväxtart som först beskrevs av François Pellegrin, och fick sitt nu gällande namn av Ronald William John Keay. Newtonia aubrevillei ingår i släktet Newtonia och familjen ärtväxter.

## Underarter
Arten delas in i följande underarter:
- N. a. aubrevillei
- N. a. lasiantha